# 南勢角溪
南勢角溪為新店溪的支流支一，貫穿台灣新北市的中和區，發源於橫路里山區，全長約8公里，目前已被整治為混凝土排水溝。

## 主流河段與支流

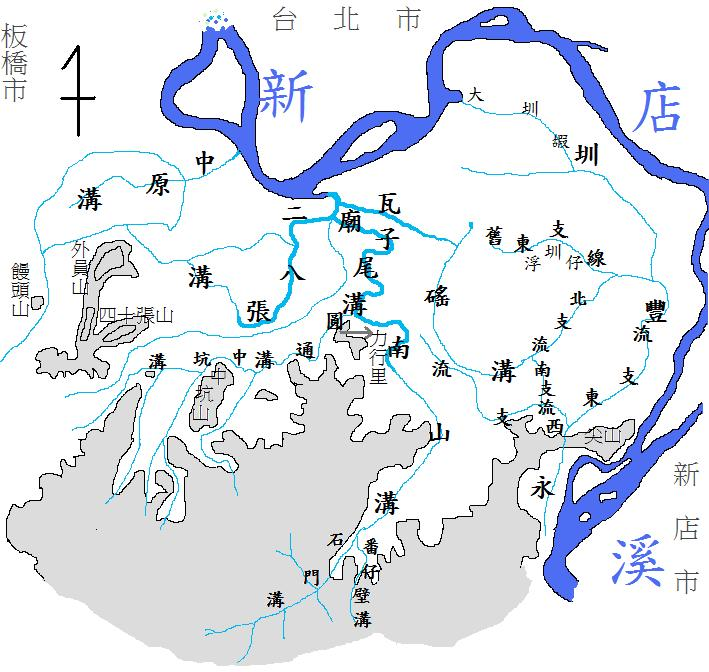
中和鄉地形圖 中和鄉志

南勢角溪大致分成主流中和溝與東側支流瓦磘溝和西側支流二八張溝：
- 瓦磘溝（瓦嗂溝、瓦窯溝、瓦瑤溝）：舊名潭墘溝，是中和區與永和區界河，長達四公里。
- 二八張溝：於勝利橋附近匯入南勢角溪，上游水流為中和排水路所截斷，改道由中和抽水站直接排入新店溪。
- 中和溝：主流中和溝因為加蓋工程，可以見到的河段變得支離破碎，一般將下游稱為中和溝，上游稱為南山溝，不過在諸多文獻中，南勢角溪亦被稱為南山溝、中和溝。
  - 南山溝：南勢角溪發源於中和區之橫路里，稱為石門溝，東北行約一公里餘，至內南里界有番仔壁清（番仔壁溝）匯入，即稱南山溝，再流一公里至壽南里界，漸折而向北，約一公里半，至外南里界，經和興、新南等里，又流往漳和里。後略折而西北向（由中和國小往中和路與泰和街街角方向流），約半公里左右，有小水（圓通溝）自廟美里來會，改稱中和溝[1]。南山溝長達3公里[2]。根據《中和庄誌》南勢角與漳和間曾有座橋「第一號橋」，而外南勢角頂南勢角間有座橋「第二號橋」，都是跨「南寮川」，故「南寮川」應是南山溝舊名之一。
  - 圓通溝：有一上源中坑溝，源於土城區延安街41巷，往東北方向流，流經中和區第五墓園北側，轉向往東行，然後轉東北繞過錦和運動公園的壘球場到中正高架橋後，轉東南穿過400米操場，有一小水自圓通寺北流而來匯合，改稱圓通溝，再轉東北，約在圓通路169號匯入已地下化的南山溝[3]。中和排水路興建後，將中坑溝與來自圓通寺的溪水引流，經中和抽水站排入新店溪，以減少瓦磘抽水站的負擔。
  - 中和溝[4]（廟仔尾溝）：由此再北，乃東向成一大彎曲（過中和路，續往廟美橋〔廟美路〕，直到枋寮街福德宮後方，轉往廣福橋，過廟美綠林小徑、中山橋〔中山路二段〕後重見天日）；再折而東北，共一公里（過添福橋、莊敬橋、福祥臨時市場、三官大帝廟、福祥里活動中心、福美里活動中心、福祥橋、勝利橋），至中原里界；有小水（即二八張溝）自中原、廟美二里界上來會。由此東北向，再半公里，瓦磘溝自永和市來會；而注入新店溪。中和溝就是廟子尾溝[5][6][7]。根據《中和庄誌》枋寮廟子尾間有座「枋寮橋」跨「枋寮川」，故「枋寮川」應就是中和溝的舊名之一。

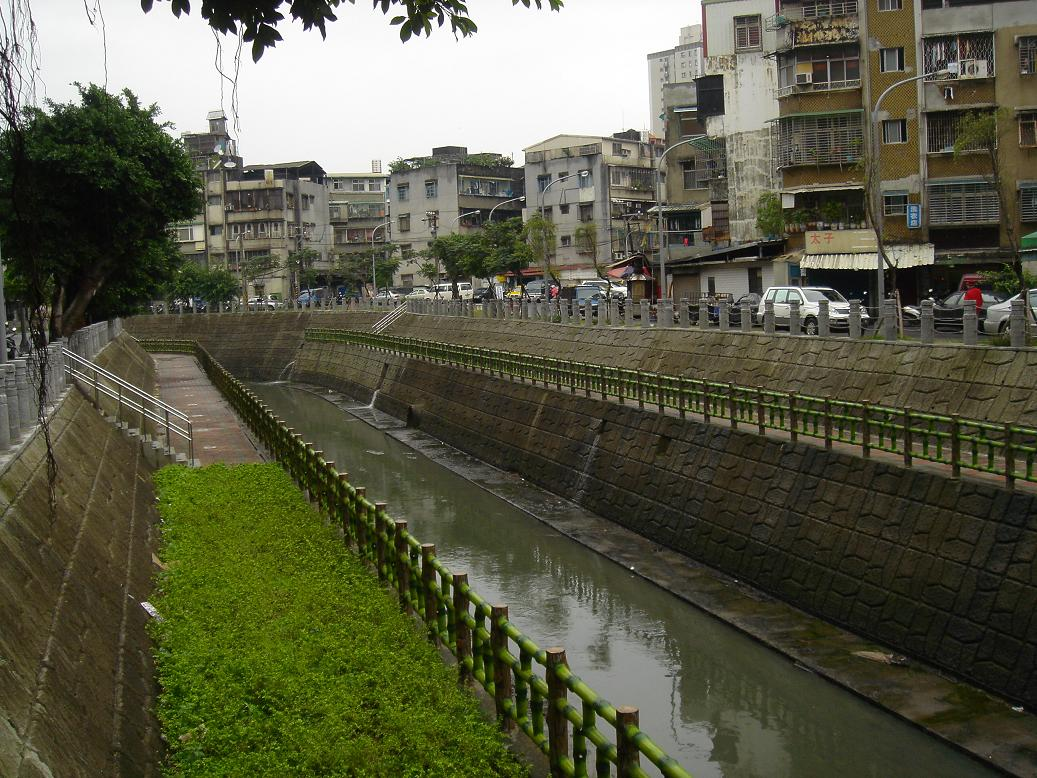
中和溝已是水泥化的排水溝，此為福祥橋到勝利橋段
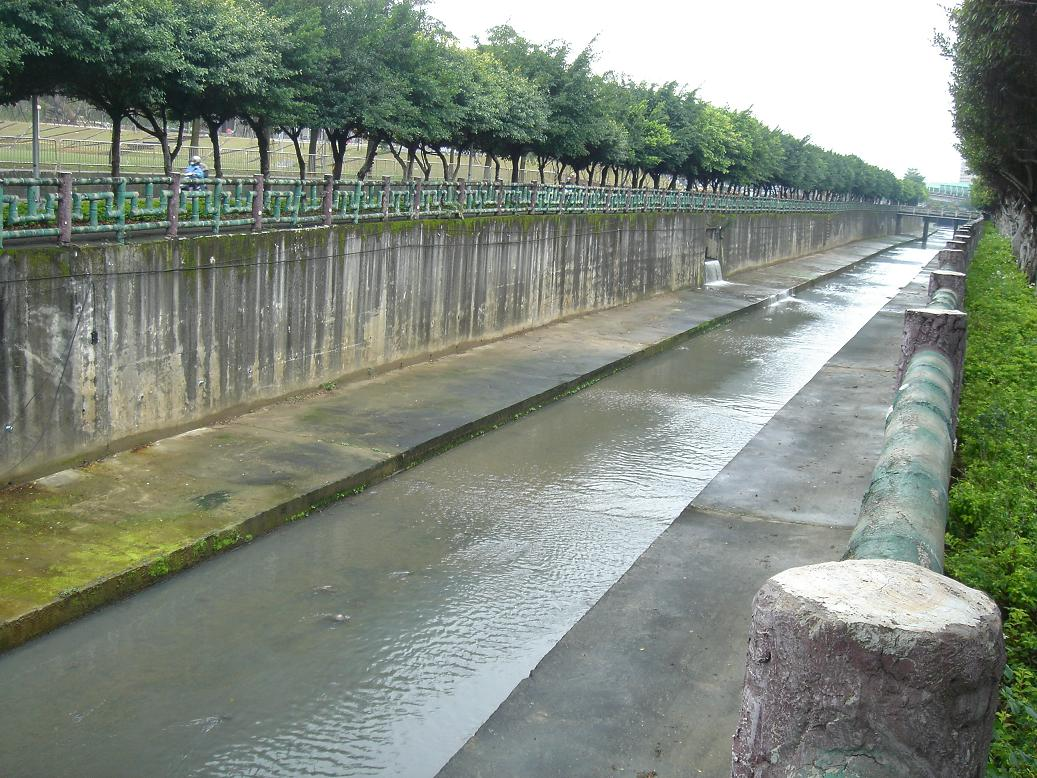
排水路連城支線（連城大排）可能是圓通溝與中坑溝截彎取直所改建的排水渠道
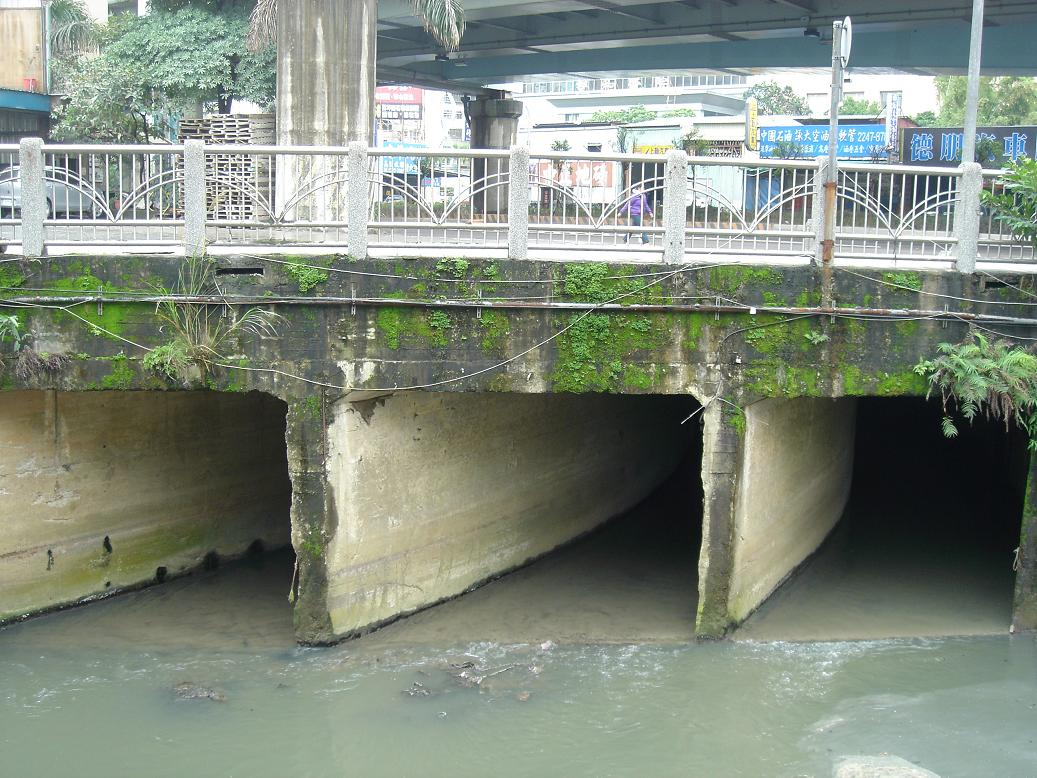
可能是來自圓通寺方向的圓通溝支流改建的渠道，隱約可見雙和醫院

## 歷史文化

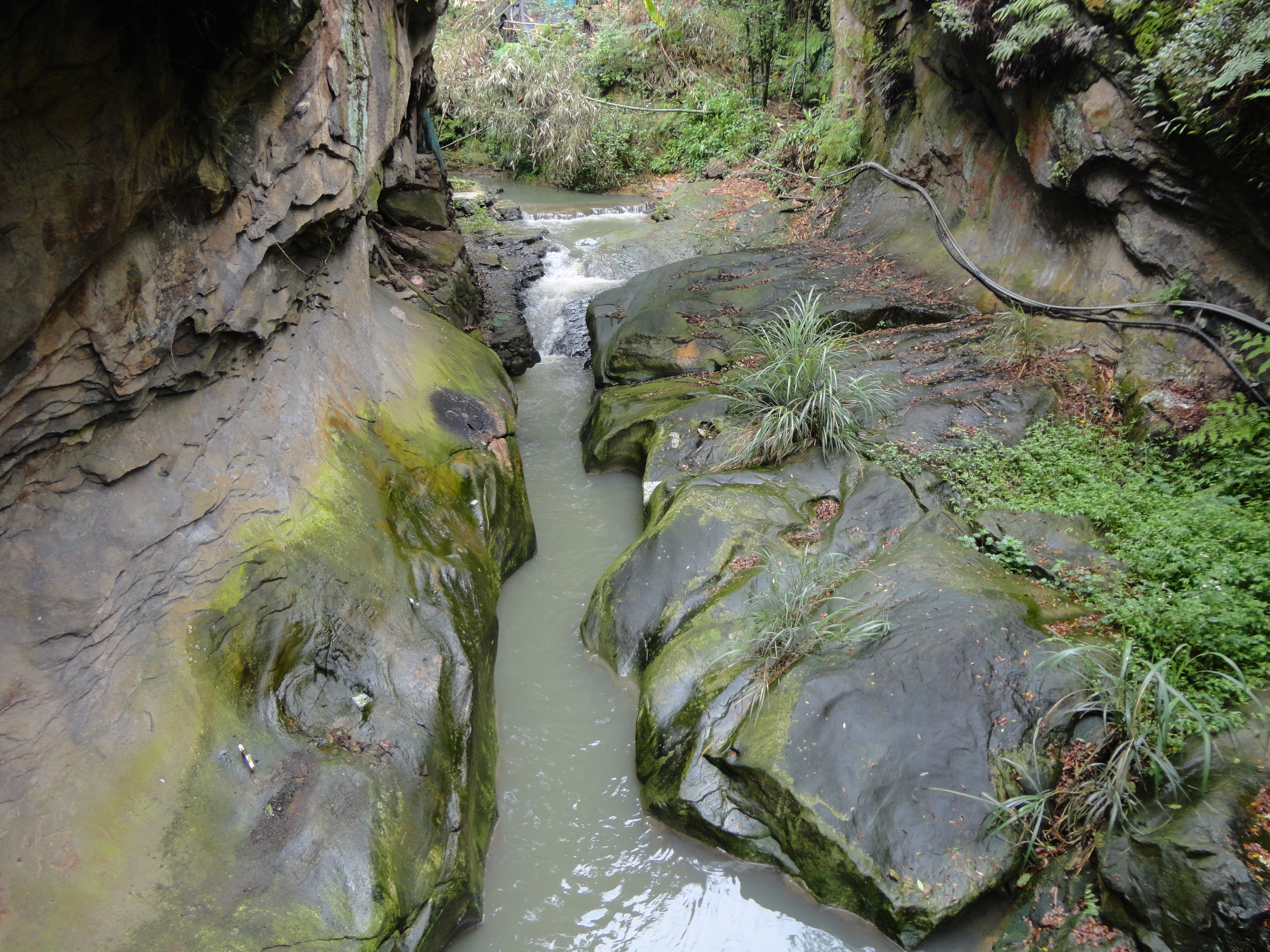
南山溝上游的石門溝

- 中和廟仔（子）尾溝位於福和、廣濟兩宮之尾而得名[8]。中和溝的水以往相當豐沛， 枋寮街的人出入和載貨，都可以從中和溝搭船。「從土地公廟後面，下石梯到河水邊， 就是行船碼頭」[5]。因為中和溝（廟仔尾溝）水運的便利，清朝乾隆年間，河岸邊移民聚居，就已經形成了現今枋寮街的雛形。枋寮街福德宮後面，就是當年船運的碼頭，也是開發中和的先民們著陸的地點」[9]。當年福和宮前臨溪畔舟楫來往時，廟內鐘聲一起，有深幽的意境之美，即是著名的中和八景之一「福和鐘聲」[10]。
- 石門灘音：在南勢角有兩塊巨石，恰似構成兩片門一般，清澈的流水流過此間所產生的聲音就像演奏的音樂一樣[11]。

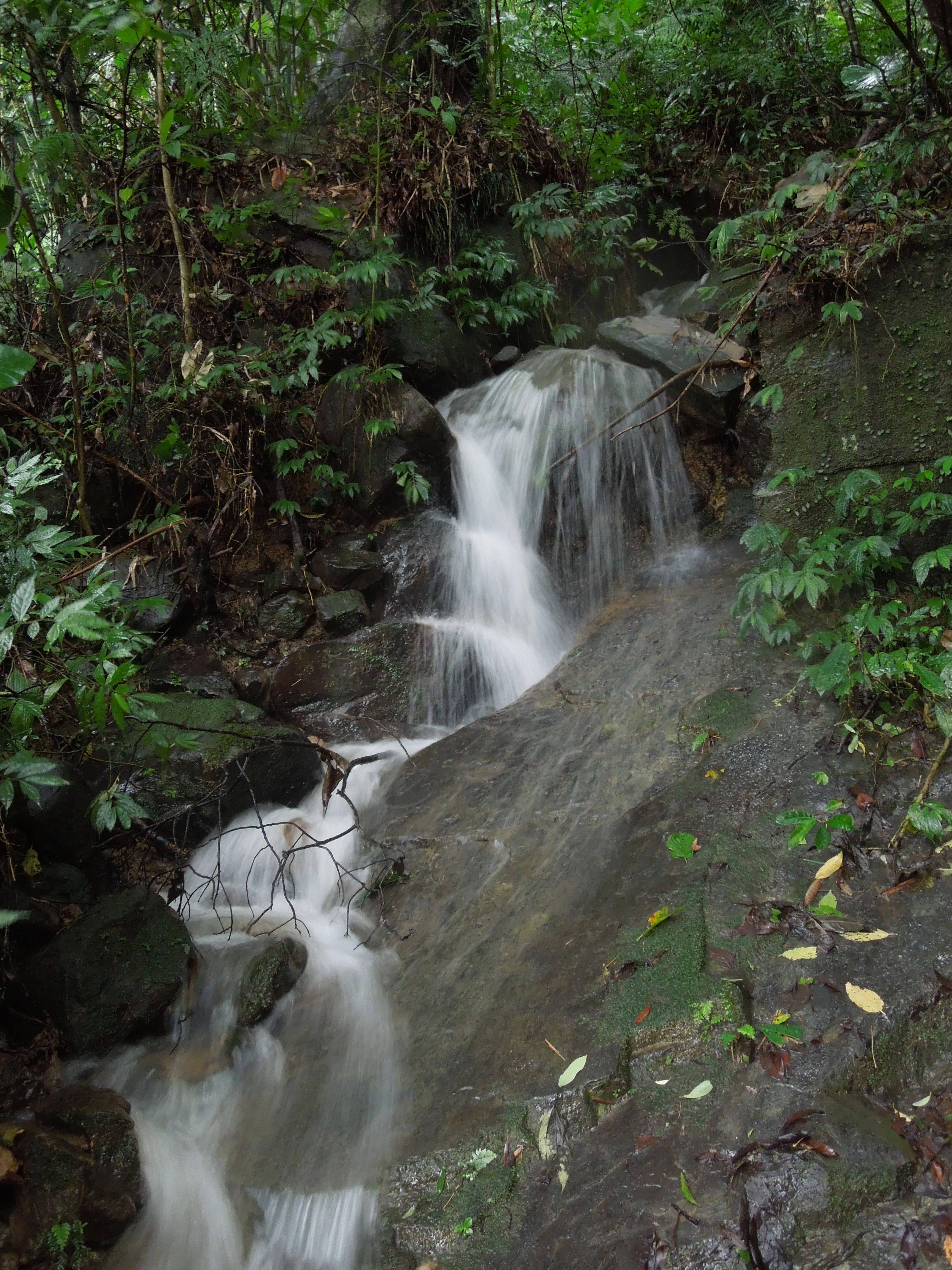
南勢角溪上游石門溝的上源，於紫竹寺步道旁的瀑布群

## 動植物生態
- 鳥類：夜鷺、小白鷺...等[12]。

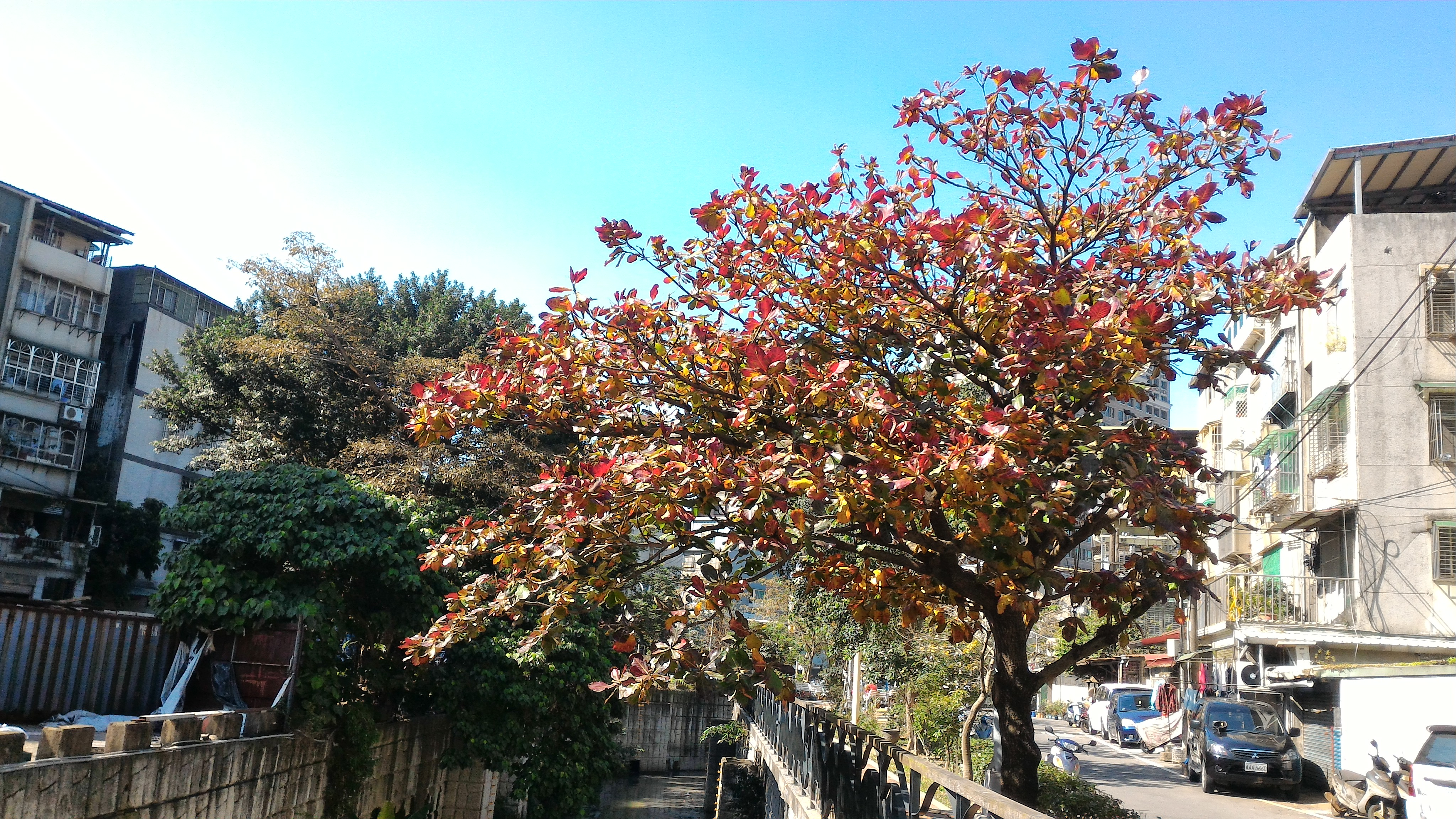
廟仔尾溝旁冬季轉色的大葉欖仁

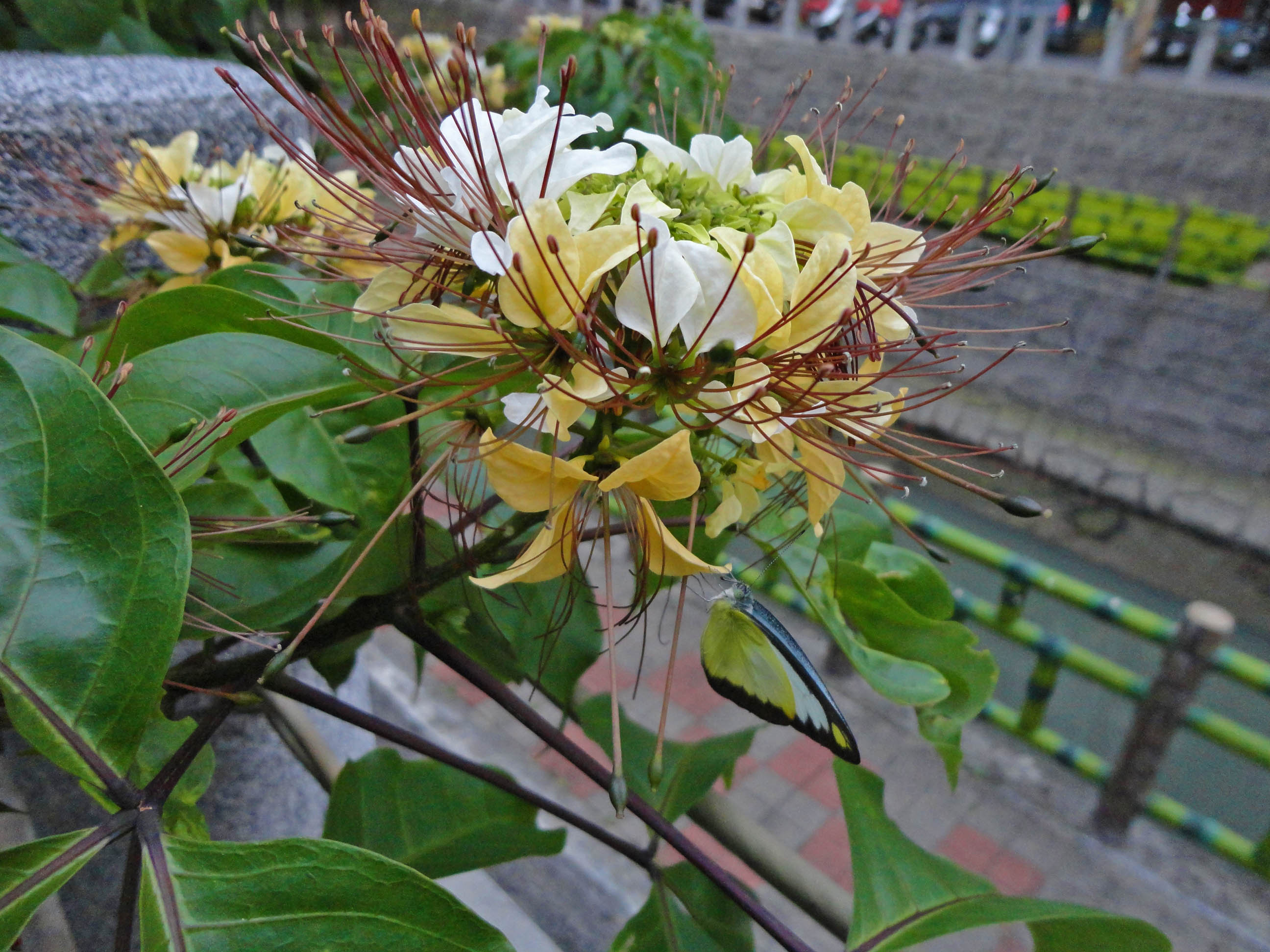
廟仔尾溝旁盛開的台灣魚木及台灣粉蝶

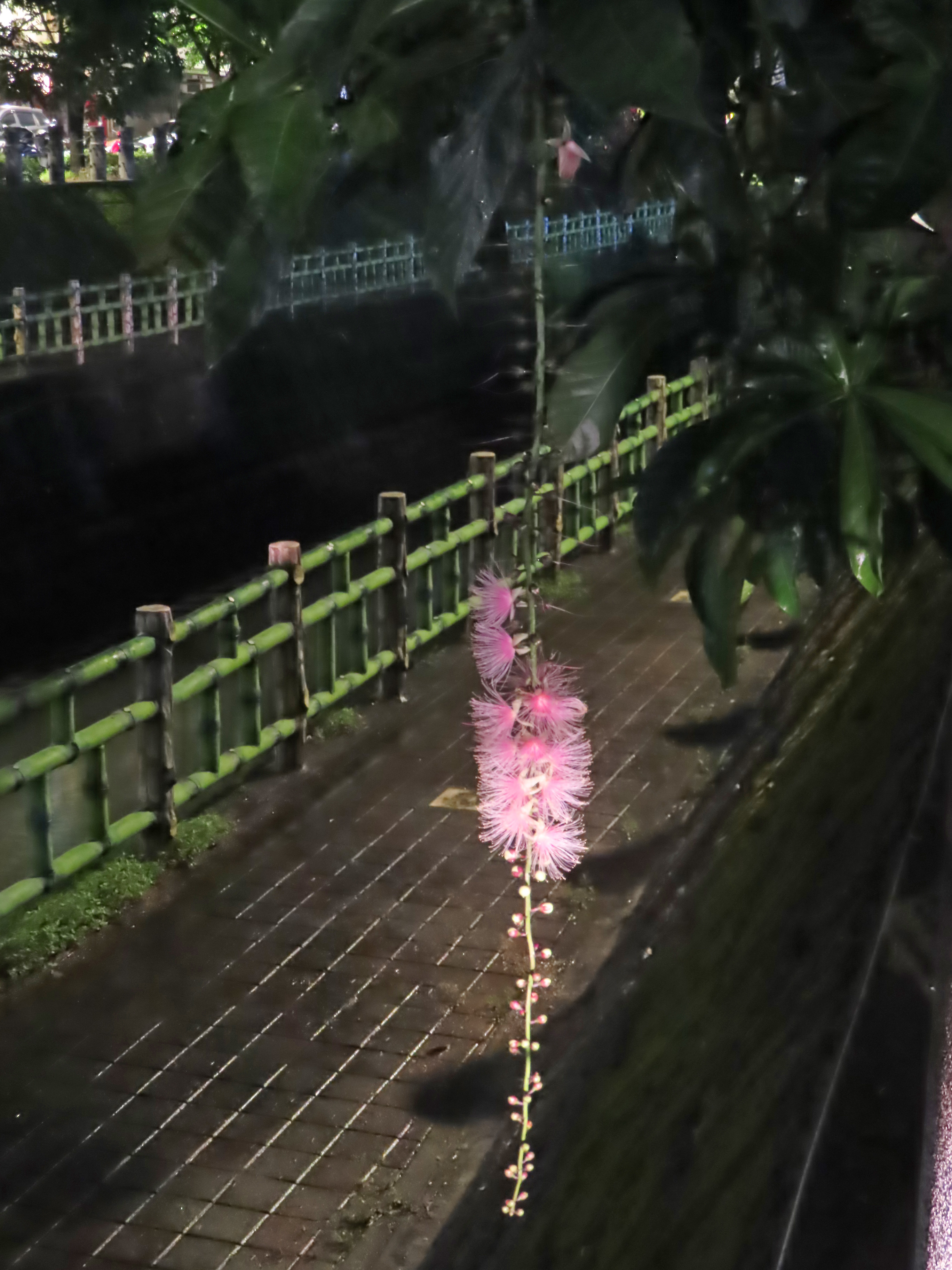
廟仔尾溝畔的穗花棋盤腳

- 樹木：中和溝添福橋旁有一株高大的老朴樹，是保育類蝶種大紫蛺蝶(在中和市四周的萬華、新店、三峽曾有採集記錄)的幼蟲食草[13]。

## 遊憩景點
- 中和溝:
  - 福和宮[14]、廣濟宮（中和廟口）[15]與廟美綠林小徑[16]。
  - 福祥公園
  - 福祥橋至勝利橋間溝邊步道（下階梯後的平台將開放遛狗）與相鄰之福美宮、山北公園(山北社區)、福美公園
- 圓通溝：
  - 錦和運動公園（詳見中坑山條目）
- 中坑溝
  - 漳和人工濕地